# 20-я стрелковая дивизия
20-я стрелковая Барановичская дважды Краснознамённая ордена Суворова дивизия — воинское соединение РККА Вооружённых Сил СССР в Великой Отечественной войне.
Сформирована 21 апреля 1944 года путём преобразования 20-й горнострелковой дивизии. Период боевых действий: с 28 мая 1944 года по 11 мая 1945 года. Формирование участвовало в Люблинско-Брестской операции, Инстербургско-Кёнигсбергской наступательной операции, Берлинской наступательной операции, Пражской наступательной операции.
Периоды вхождения в состав Действующей армии:
- 28 мая — 14 сентября 1944 года;
- 13 октября 1944 года — 31 марта 1945 года;
- 20 апреля — 11 мая 1945 года.[2]

## История
1-й Белорусский фронт
- 26 июня 1944 года — форсирование реки Орса и овладение городом Любань.
- 3 июля 1944 года — бои на реке Морочь, овладение п. Семежево.
- 4-5 июля 1944 года — форсирование с боем реки Болвань. Взятие Пузово, форсирование реки Цепра. Взятие п. Цепра. Форсирование реки Лань и взятие города

Клецк.
- 6 июля 1944 года — форсирование реки Щары в районе Козликов брод, Холькуно. Разгром 1-й кавдивизии венгров в районе Нивище, Миниче, Дубице.
- 7 июля 1944 года — форсирование реки Машанка. Разгром частей 4-й танковой дивизии венгров. Освобождение населённых пунктов Троцке, Ганцевичи, Щербинов, Городище, Буски.
- 8 июля 1944 года — в результате обхода с юго-запада частями 20-й стрелковой дивизии и фронтального удара частей 65-й армии был освобождён город Барановичи.

БАРАНОВИЧИ. Оккупирован 27 июня 1941 г. Освобождён 8 июля 1944 г. войсками 1 БФ в ходе наступления на Барановичско-Слонимском направлении:
- Приказом ВГК присвоено наименование Барановичские: 20 сд (полковник Петунин Николай Иванович), …
- Войскам, участвовавшим в освобождении Барановичей, приказом ВГК от 8 июля 1944 г. объявлена благодарность и в Москве дан салют 20 артиллерийскими залпами из 224 орудий.— 

- 9 июля 1944 года — к утру дивизия вышла на рубеж п. Смольня — совхоз «Будники» и весь день вела бои за переправу на реке Шара.
- 10 июля 1944 года — прорыв обороны противника на реке Шара. Взят Гейно. Этим дивизия способствовала овладению города Слоним.
- 11 июля 1944 года — овладение городом Ивацевичи.
- 14 июля 1944 года форсирование реки Ясельды. Тяжёлый бой за п. Шилин.
- 15 июля 1944 года — форсирование реки Ясельды и взятие посёлка Шилин.
- 16 июля 1944 года — разгром фашистов у посёлка Буды.
- 18 июля 1944 года — разгром противника у п. Демидовщина.
- 22-23 июля 1944 года — бои на внешнем обводе укреплений Брестской крепости. 26 июля 1944 года — форсирование реки Муховец, взятие города Жабинка.
- 28 июля 1944 года — обход дивизией Брестской крепости с севера и взятие населённых пунктов Сачики и Сычи.

Выход на государственную границу по реке Западный Буг. Форсирование реки Западный Буг, взятие крепости и города Брест.
- 29 июля 1944 года — ожесточённые бои.
- Сентябрь 1944 года — переформирование дивизии в районе Жабинка Брестской обл.

3-й Белорусский фронт
Восточная Пруссия
- 21-27 октября 1944 года — бой у города Гумбиннен.
- 16 января 1945 года — бой за господское имение Зодинелен.
- 19-20 января 1945 года — бой за Гумбиннен (Гусев), взятие Гумбиннена.
- 27-31 января 1945 года — бой за город Фридланд (Правдинск), взятие Фридланда.
- 9-10 февраля 1945 года — бой за город Прейсиш-Эйлау (Багратио́новск).
- 13-27 марта 1945 года — бои у залива Фриш-Гаф (Вислинский залив).

1-й Украинский фронт
- 24-25 апреля 1945 года — бой в Берлине, район Штеглиц. Форсирование канала Тельтов.
- 26 апреля 1945 года — бой в Берлине в районе Груневальд и Шарлоттенбург.
- 27-28 апреля 1945 года — бой в Берлине в районе Шарлоттенбург.
- 30 апреля −2 мая 1945 года — жестокие бои у ст. Совиньи и Прейсен-Парке.
- 3 мая 1945 года — жестокие бои, короткое переформирование и стремительный марш на помощь восставшим против немцев в столице Чехословакии городе Прага.
- 7-8 мая 1945 года — жестокие бои в районе городов Гераиц и Цитау.
- 9-10 мая 1945 года жестокие бои и освобождение города Прага.

## Состав
- управление
- 67-й стрелковый полк
- 174-й стрелковый полк
- 265-й стрелковый полк
- 61-й артиллерийский полк
- 281-й отдельный истребительно-противотанковый дивизион
- 31-я отдельная разведывательная рота
- 161-й отдельный сапёрный батальон
- 174-й отдельный батальон связи (1382-я отдельная рота связи)
- 121-й медико-санитарный батальон
- 554-я отдельная рота химический защиты
- 409-й автотранспортная рота
- 724-я (79-я) полевая хлебопекарня
- 129-я дивизионная авторемонтная мастерская
- 208-й дивизионный ветеринарный лазарет
- 291-я полевая почтовая станция
- 221-я полевая касса Госбанка.

## В составе
В составе фронта (округа), армии, корпуса:
- 1-й Белорусский фронт, 28-я армия, 20-й стрелковый корпус — на 01.07.1944 года
- Резерв Ставки ВГК, 28-я армия, 20-й стрелковый корпус — на 01.10.1944 года
- 3-й Белорусский фронт, 28-я армия, 20-й стрелковый корпус — на 01.01.1945 года
- Резерв Ставки ВГК, 26-я армия, 20-й стрелковый корпус — на 01.04.1945 года

## Командование
- полковник, с 03.06.1944 генерал-майор Иоскевич, Иван Фёдорович (21.04.1944 — 03.07.1944),
- полковник Петунин, Николай Иванович (04.07.1944 — 08.07.1944)
- полковник Нестеренко, Игнатий Гаврилович (09.07.1944 — 29.01.1945)
- генерал-майор Мышкин, Андрей Александрович (30.01.1945 — 12.01.1946)
- генерал-майор Гаспарян, Исаак Гаспарович (13.01.1946 — ??.08.1946)

## Награды и наименования
- 25 июля 1944 года —  Орден Суворова II степени[3] — награждена указом Президиума Верховного Совета СССР от 25 июля 1944 года за образцовое выполнение заданий командования в боях с немецкими захватчиками при форсировании реки Шара, за овладение городом Слоним и проявленные при этом доблесть и мужество.[4]
- 27 июля 1944 года — почётное наименование «Барановичская» — присвоено приказом Верховного Главнокомандущего № 0225 от 27 июля 1944 года за отличие в боях за освобождение Барановичей.
- ? — Орден Красного Знамени — награждена указом Президиума Верховного Совета СССР за образцовое выполнение боевых заданий командования на фронте борьбы с немецкими захватчиками и проявленные при этом доблесть и мужество.
- ? —  Орден Красного Знамени — награждена указом Президиума Верховного Совета СССР за образцовое выполнение боевых заданий командования на фронте борьбы с немецкими захватчиками и проявленные при этом доблесть и мужество.

Награды частей дивизии:
- 67-й стрелковый Брестский[5] Краснознамённый[6] полк
- 174-й стрелковый Гумбинненский[7] Краснознамённый полк
- 265-й стрелковый Краснознамённый[8] полк
- 61-й артиллерийский ордена Кутузова[9] полк
- 174-й отдельный ордена Красной Звезды[10] батальон связи

## Отличившиеся воины
Герои Советского Союза:
- Шубников, Александр Павлович, капитан, заместитель командира батальона 265-го стрелкового полка.

 Кавалеры ордена Славы трёх степеней.
- Марков, Феоктист Георгиевич, ефрейтор, разведчик-наблюдатель взвода управления 281-го отдельного истребительно-противотанкового дивизиона.
- Остапенко, Пётр Фёдорович, старший сержант, командир орудийного расчёта 281-го отдельного истребительно-противотанкового дивизиона.
- Тусколобов, Стефан Сергеевич, старший сержант, командир орудийного расчёта 76-мм орудия 174-го стрелкового полка.
- Унгаров, Алкар Джангелович, старшина, помощник командира взвода 67-го стрелкового полка.

## Газета
Выходила дивизионная газета «На боевом посту». Редактор — майор Черевань Леонид Андреевич (1910 — 1???)